# Station Radliczyce
Station Radliczyce is een spoorwegstation in de Poolse plaats Radliczyce.